# Периферија Атика
Периферија Атика (грч. Περιφέρεια Αττικής - Перифериа Атикис) је једна од 13 периферија у Грчкој. Смештена у средишњем делу државе и обухвата део истоименог полуострва, део Пелопонеза и Саронска острва. Управно седиште периферије је Атина, главни град Грчке. Периферија је у ствари подручје тзв. „Велике Атине”.

## Положај и управна подела периферије
Положај: Периферија Атика се граничи се са:
- север: периферија Средишња Грчка,
- исток: Егејско море
- југ: Егејско море (Саронски залив)
- југозапад: периферија Пелопонез.
- запад: Јонско море (Коринтски залив).

Подела: Периферија је подељена на 8 округа:
1. Западна Атика
2. Западна Атина
3. Источна Атика
4. Јужна Атина
5. Острва
6. Пиреј
7. Северна Атина
8. Средишња Атина

Даља подела на општине изгледа према таблици:

## Природни услови
Периферија Атика је махом планинска област, која покрива површину 3.808 km², у југоисточном делу копнене Грчке. Она покрива истоимено полуострво Атику, као и део Пелопонеза и Саронска острва.
Рељеф: Већи део периферије је планински. Најпознатије планине су Имитос (југ), Пендели (исток), Парнита (север), Патернас (запад). Планине су високе, често голетне. Равнице су мале, међусобно изоловане и углавном смештене дуж обале.
Клима: У приобалном делу клима је изразито средоземна, даље од мора и на већим висинама она прелази у оштрији облик.
Воде: Покрајина Атика је разуђено, приморско подрује. Већим делом обале излази на Егејско море и то на истоку на отворено море, а на југу на Саламиски. На крајњем западу периферија излази на Коринтски залив Јонског мора. Површинских токова нема много, а разлог је делом и пренасељеност подручја и велика искоришћеност природних извора.

## Историја
Погледати: Атика
Данашња периферија настала је 1987. године издвајањем из Средишње Грчке, коме полуострво припада и историјски и географски.

## Становништво
У периферији Атика живи преко 4,1 милион становника (процена 2010. године). Како периферија обухвата подручје „Велике Атине” оно поседује низ посебности. Густина насељености је веома висока (преко 1.000 ст./км²), што је више него десетоструко више од државног просека (око 80 ст./км²) и далеко највише у држави. Последњих година број становника расте. Средишњи део у оквиру изграђеног градског подручја Атине је веома густо насељен (> 10.000 ст./км²), док су југ и север руралнији, али и поред тога добро насељени.
Највећи број становника чине етнички Грци. У периферији има много досељеника из иностранства, који чине око 10% становништва покрајине.

## Привреда
Периферија Атика је привредно најразвијенија област Грчке. Целокупна привреда везана је делатности главног града Атине, а посебно су развијене терцијарне делатности (трговина, туризам, угоститељство). Индустрија је највише развијена у Пиреју (лучке делатности, бродоградња).
Због неповољних природних услова и велике изграђености, земљорадња је развијена само у јужној трећини. Преовлађују средоземне културе (агруми, маслина).
Туризам је последњих деценија постао веома важна привредна грана. Атина, као главни град и прворазредно културолошко одредиште, привлачи велики број туриста из целог света, а од приморских летовалишта позната је Глифада.